# Boxerské povstání
Boxerské povstání (čínsky v českém přepisu I-che-tchuan jüntung, znaky tradiční 義和團運動) bylo ozbrojeným konfliktem probíhajícím v letech 1899 až 1901 v Číně mezi hnutím boxerů (tajnou čínskou organizací zaměřenou proti cizincům) a osmičlennou aliancí koloniálních mocností v čele s Velkou Británií. Příčinou povstání byla především snaha zamezit rostoucímu vlivu evropských států a Japonska na čínském území po prohrané první čínsko-japonské válce (1894–1895).

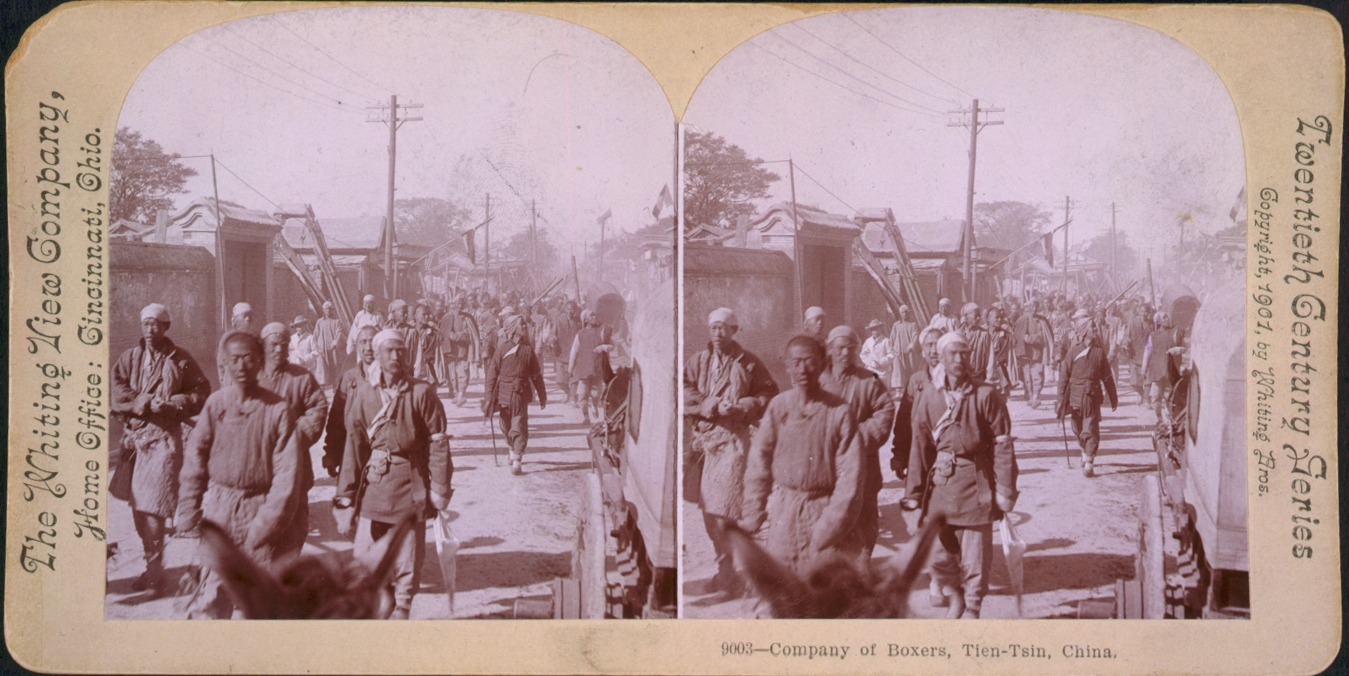
Jednotky boxerů v Tiencinu, 1900

Konflikt eskaloval v červnu 1900, kdy boxeři pronikli do Pekingu a 20. června zastřelili německého vyslance von Kettelera. Téhož dne čínská vláda vyhlásila válku všem západním mocnostem a císařská vojska společně s boxery oblehla diplomatickou čtvrť Pekingu, kde sídlila velvyslanectví. Obránci se i přes výraznou počáteční početní nevýhodu a nedostatek zbraní dokázali ubránit až do 17. července, kdy čínská vláda kvůli příjezdu kontingentu asi 20 000 spojeneckých vojáků do Tchien-ťinu podepsala příměří. To Číňané 13. srpna porušili, ale expediční sbor pod vedením generála Gaseleeho již byl se svým vojskem nedaleko a dalšího dne dobyl velkou část města a osvobodil obránce v diplomatické čtvrti. Mezinárodní jednotky pak 28. srpna demonstrativně vpochodovaly do Zakázaného města.

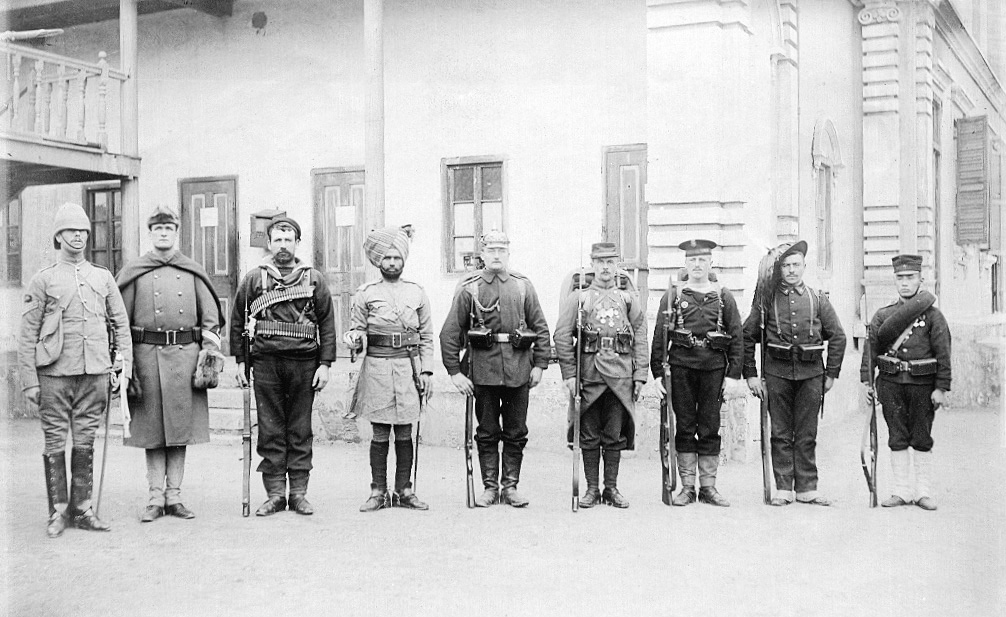
Vojáci aliance osmi národů

Výsledkem bylo vítězství západních mocností. Jednání o příměří trvalo od prosince 1900 až do 7. září 1901, kdy byl podepsán boxerský protokol. Čína se zavázala do roku 1940 platit vítězům válečné reparace ve výši 450 milionů taelů stříbra (zhruba 333 milionů $ v dané době), které se vinou vysokého úroku vyšplhaly na téměř miliardu taelů. Mírová dohoda zároveň vedla k dalšímu posílení vlivu Západu (zejména Velké Británie a Německa) v zemi a prosazení neomezeného obchodu podél pobřeží a velkých řek. Výrazně tak byla oslabena pozice císařství, což ve svých důsledcích vedlo v roce 1911 k sinchajské revoluci a zániku říše Čching.

## Nástin událostí

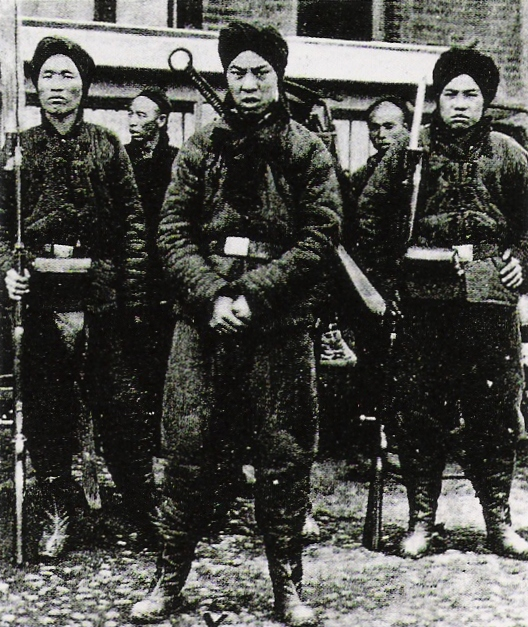
Boxeři

Zvýšený tlak zámořských zemí, které dostaly pod svou kontrolu řadu čínských přístavů a území, způsobil na konci 90. let 19. století obnovení starých tajných spolků, které vystupňovaly aktivitu proti cizincům. Jejich oporou byli zejména rolníci. Tato společenství zakládala svou činnost na prolnutí metafyzické náboženské mystiky a xenofobie. Nejdůležitější takové hnutí se jmenovalo I-che-tchuan (neboli „Pěst ve jménu míru a spravedlnosti“). Odtud byl odvozen i název „boxeři“. Ohniska odporu se nacházela v provinciích Šan-tung, Šan-si a Č'-li. Klíčovou se stala neúroda a hlad v roce 1899, kdy došlo k radikalizaci a přerodu v otevřené povstání proti „mořským ďáblům“ – cizincům a rozšíření povstání po celé severovýchodní části Číny. Povstalcům se stali trnem v oku zejména křesťanští misionáři jako „úhlavní ďáblové“ a hned po nich čínští konvertité ke křesťanství jako nežádoucí cizí prvek v Číně, navíc každá z evropských zemí prováděla na území Číny nějakou křesťanskou misii a skrze ní rozšiřovala svůj politický vliv. Misionáři a konvertité byli nuceni vzdát se své víry nebo je čekalo vyhnání či dokonce smrt. Boxeři plenili křesťanské misie, kostely či jiné související náboženské stavby a srovnávali je se zemí, protože byly v rozporu s filosofií feng-šuej. 
Před Peking dorazili povstalci v květnu roku 1900. Následovala velmi váhavá reakce císařovny-vdovy Cch'-si, která – i přes obavy z možného vojenského zásahu velmocí – nakonec v červnu boxery vpustila do Pekingu a vyhlásila válku cizincům. Došlo k obklíčení cizinecké čtvrti a zavraždění německého vyslance.
Reakcí na tyto události byla příprava vojenské výpravy velmocí (jmenovitě: USA, Velké Británie, Japonska, Francie, Německa, Ruska, Rakouska-Uherska a Itálie) do Číny se záměrem nastolení klidu a zajištěním tehdejších pozic. Za velitele tohoto mnohonárodnostního sboru o síle zhruba 50-60 tisíců mužů byl jmenován německý maršál Alfred von Waldersee. Dne 4. srpna 1900 došlo k zahájení válečné akce útokem z Tchien-ťinu. Boxerům chyběla moderní technika a výzbroj, takže nemohli čelit koncentrované síle okupantů. Peking byl dobyt velmi brzy, již 14. srpna, a následně vydrancován. Trestné výpravy cizinců pak v dalších měsících masakrovaly ohniska odporu na venkově.

## Rozuzlení
7. září 1901 byl podepsán boxerský protokol, ve kterém se čínská vláda zavázala uhradit vysoké válečné reparace, dále nechat zbořit pevnost Ta-ku a souhlasit s přítomností cizích vojsk v Pekingu za účelem ochrany diplomatické čtvrti. Celá trasa mezi Pekingem a Tiencinem byla nadále kontrolována vojsky velmocí a vláda se musela také zříci jakéhokoli dovozu zbraní do země. V přístavu Tiencin, kde byli od roku 1860 přítomní Britové a Francouzi a poté Japonci (1888) a Němci (1899), získaly právo na vlastní koncesi i carské Rusko, Itálie a také Rakousko-Uhersko. Porážka boxerů byla nevyhnutelná kvůli nevyzbrojenosti a absenci jednotného reformního programu, který by motivoval a sjednotil masy Číňanů.